# Oreothraupis arremonops
El cerquero tangarino, o gorrión tangarino (en Colombia) (Oreothraupis arremonops), también denominado pinzón tangara (en Ecuador) o curtío frutero, es una especie de ave paseriforme, actualmente incluida en la familia Passerellidae y anteriormente clasificada en Thraupidae y Emberizidae, monotípica en el género Oreothraupis. Se encuentra en Colombia y Ecuador.

## Hábitat
Vive entre la vegetación espesa del bosque húmedo de la vertiente del Pacífico de los Andes, entre los 1.200 y 2.700 m de altitud, principalmente en el bosque de niebla con abundante musgo.

## Descripción
Mide 20 cm de longitud. La cabeza y la garganta son negras, tiene dos amplias franjas coronales de color gris plateado que van sobre el ojo hasta la nuca. El plumaje del cuerpo  es castaño rojizo rufo brillante , con el vientre gris; la cola es negra.